# سفينة فيكتوريا
سفينة فكتوريا Victoria ship هي اسم السفينة التي طاف بها فرناندو ماجلان حول العالم، 

## قائد السفينة
«فرناندو ماجلان»، ولد في شمال البرتغال عام 1480 م، ومنحه الملك الإسباني «كارلوس الخامس» الهوية الإسبانية لجهوده في البحث عن الطريق إلى (جزر التوابل).

## اسم السفينة
تم تسمية فيكتوريا على اسم دير سيدة النصر في تريانا (بالإسبانية: Convento de Nuestra Señora de la Victoria de Triana)‏ في إشبيلية ، حيث أدى ماجلان قسم الولاء Order of Minims .  تم تفكيك الدير لاحقًا أثناء الاحتلال الفرنسي لإسبانيا خلال الحروب النابليونية ثم هُدم لاحقًا.

## البناء
أثناء التوافق على أصلها من إقليم الباسك ، كان يُعتقد لفترة طويلة أن السفينة قد شُيدت في زاراوتز ، بجوار بلدة غيتاريا ، مسقط رأس إلكانو. ومع ذلك ، فقد كشفت الأبحاث التي أجراها المؤرخون المحليون أن ناو سفينة  فيكتوريا بنيت في أحواض بناء السفن في Ondarroa في بيسكاية. كانت تسمى في الأصل سانتا ماريا ، التي يملكها دومينغو أبالوا، ربان السفينة، وابنه بيدرو أريسمندي.

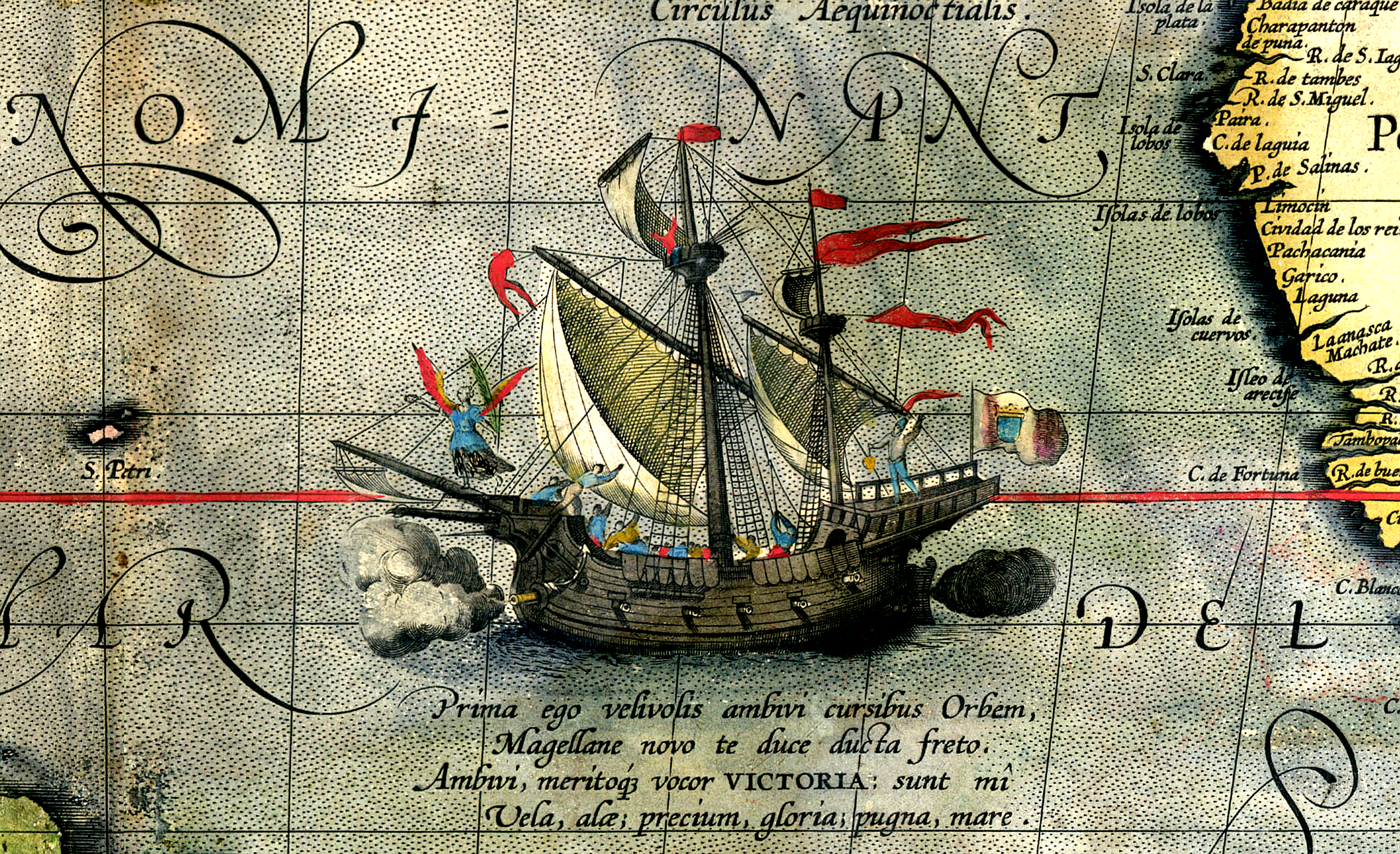
A detail from a map of 1590 showing Victoria

وفقًا لوثيقة موثقة يرجع تاريخها إلى عام 1518 ، فقد تم استخدام السفينة في السنوات السابقة للتجارة بين قشتالة وإنجلترا. اشترى المسؤولون في رويال كاستيليان السفينة بسعر محدد قدره 800 دوكات من الذهب ، وهو رقم يتعارض مع تقدير القيمة الحقيقية للسفينة الذي قدمه محاسب رحلة ماجلان ، ولم يقبله أصحابها إلا رغماً عنهم. أعاد ماجلان تسمية السفينة فيكتوريا بعد الكنيسة التي كان يتردد عليها في صلواته في إشبيلية ، سانتا ماريا دي لا فيكتوريا.

## الرحلة
ابتدأ ماجلان رحلته الإستكشافية والتي أطلق عليها اسم (البحر الهاديء) عام 1519 م، واجتاز بها المحيط الهاديء، وأعتبرت تلك الرحلة أول رحلة حول الكرة الأرضية، وانتهت رحلته تلك في العام 1522 م، لكن فرناندو لم يتم رحلته كاملة بسبب مقتله في معركة (ماكتان) بالفلبين، لكن اسطوله البحري تمكن من اجتياز نصف الكرة الأرضية أثناء حياته وتحت قيادته، وتابع الرحلة بعد مقتله تحت قيادة الملاح الباسكي «خوان سباستيان الكانو»، مر ما جلان بعد خروجه من المحيط الأطلسي بمضيق، أطلق عليه مضيق «ماجلان»، وكذلك قام بإطلاق اسمه على بعض أنواع (البطريق)، ليصبح اسمها «البطريق الماجلاني»، بالإضافة لذلك أطلق اسمه على نوع من المجرات القزمية فأصبحت تعرف بـ (سحابة ماجلان). كان أسطول ماجلان البحري يتكون من عدة سفن، لم يبقى من تلك السفن إلا سفينة ماجلان والتي تمكنت من عبور العالم ألا وهي (سفينة فكتوريا)، أما سفينة القائد ماجلان فقد كان اسمها «ترينيداد». عدد طاقم رحلة ماجلان تلك وصل إلى 270 بحارا من جنسياتٍ مختلفة، وقام بتمويلها ملك اسبانيا لمدة عامين من السفر، فقد كان الهدف من الرحلة تلك هو اكتشاف الطريق المؤدية إلى جزر التوابل أو ما كانت تسمى بـ (جزر الملوك) في أندونيسيا، وفي نهاية الرحلة لم يصل إلا 18 شخصا، وهم من تبقى من الطاقم، تحت قيادة خوان إلكانو. كانت بداية انطلاقة الرحلة من ميناء (اشبيلية)، حيث أصدر الملك مانويل الأوامر للبحرية البرتغالية بتعقب أسطول ماجلان، ولكن ماجلان استطاع الفرار منهم، وفي أثناء رحلته تعرض ماجلان للتمرد من قبل عددٍ من البحارة الإسبان إنتهى بالفشل، نتيجة تمسك باقي البحارة بولائهم لماجلان، وقام بالسيطرة على الوضع بإعدام قبطانين وتعذيب آخرين، وعفا عن واحدٍ منهم لتقديمه الاعتذار له. بعد وصول ماجلان إلى الفلبين، خاض معركةً هناك، ليصاب بسهمٍ مسموم أرداه قتيلاً، ليتابع الأسطول بعدها رحلته حول العالم دون القائد وبعدد قليل من البحارة، وتناقص عدد السفن تباعا لتبقى فقط سفينة فكتوريا الوحيدة المتبقية من تلك الرحلة.